# Peyton Siva
Peyton Robert Siva junior (* 24. Oktober 1990 in Seattle, Washington) ist ein US-amerikanischer Basketballspieler. Während seines Studiums in seinem Heimatland gewann Siva 2013 mit seiner Mannschaft Louisville Cardinals die NCAA Division I Basketball Championship und wurde individuell mit dem Frances Pomeroy Naismith Award ausgezeichnet.

## Karriere
Siva hatte eine bewegte Kindheit und Jugend, da sein Vater Drogenprobleme hatte und seine Mutter die Familie mit mehreren Jobs gleichzeitig durchzubringen versuchte. Mit knapp 15 Jahren konnte er als jüngstes Kind der Familie, in der seine (Halb-)Geschwister bereits kriminell aufgefallen waren, seinen Vater von einem Selbstmordversuch in einem Crack-House abhalten. Seine Energie steckte Siva in den Sport, wo er sich zu einem Ausnahmespieler in der Schulmannschaft der Franklin High School seiner Geburtsstadt sowohl im Basketball als auch im American Football entwickelte, für die er zunächst als zu klein und schmächtig abgelehnt hatten. Dies half ihm, sich von Ärger fernzuhalten, und er gewann mit der Schulmannschaft als Freshman im Basketball die Staatsmeisterschaften der 4A-Conference und in seinem Abschlussjahr als Senior die der 3A-Conference. Anschließend wurde er 2009 auch als Gatorade Player of the Year im Staat Washington ausgezeichnet und für das renommierte McDonald’s All-American Game der besten High-School-Spieler des Landes nominiert, das er in der Ostauswahl zusammen mit DeMarcus Cousins und Game-MVP Derrick Favors gewann.
Nach seiner Schulzeit bekam Siva ein Stipendium der University of Louisville, wo er in der Hochschulmannschaft Cardinals unter Trainer Rick Pitino damals noch in der alten Big East Conference spielte. In seiner Sophomore-Saison wurde Siva Starter und erreichte mit seiner Mannschaft das Endspiel im Meisterschaftsturnier 2011 der Big East gegen die Huskies der University of Connecticut, das jedoch mit drei Punkten Unterschied unter anderem gegen Kemba Walker und Sivas späteren Berliner Mannschaftskameraden Niels Giffey verloren ging, die anschließend auch die NCAA Division I Basketball Championship gewinnen sollten. In den folgenden beiden Jahren gewannen die Cardinals jeweils das Meisterschaftsturnier der Big East und Siva wurde als erster Spieler nach Patrick Ewing 1984 und 1985 sowie als zweiter Spieler überhaupt als Most Outstanding Player (MOP) des Big East-Finalturniers zweimal hintereinander ausgezeichnet. In der landesweiten NCAA-Endrunde hatten die Cardinals mit der Beteiligung von Siva zunächst enttäuschend abgeschnitten und 2010 sowie 2011 jeweils ihr Auftaktspiel verloren; dabei kam es 2011 sogar zu einem regelrechten Upset, als die Cardinals nach 2009 zum zweiten Mal ihr erstes Spiel gegen die Eagles der Morehead State University bestritten. Hatten die Cardinals ohne Siva 2009 das Spiel als topgesetzte Mannschaft nach einer überzeugenden zweiten Halbzeit noch gewinnen können, verloren sie 2011 das Spiel als an Nummer vier gesetzte Mannschaft mit 61:62 gegen einen Gegner, bei dem unter anderem der spätere Weltmeister Kenneth Faried mit 17 Rebounds herausragte.

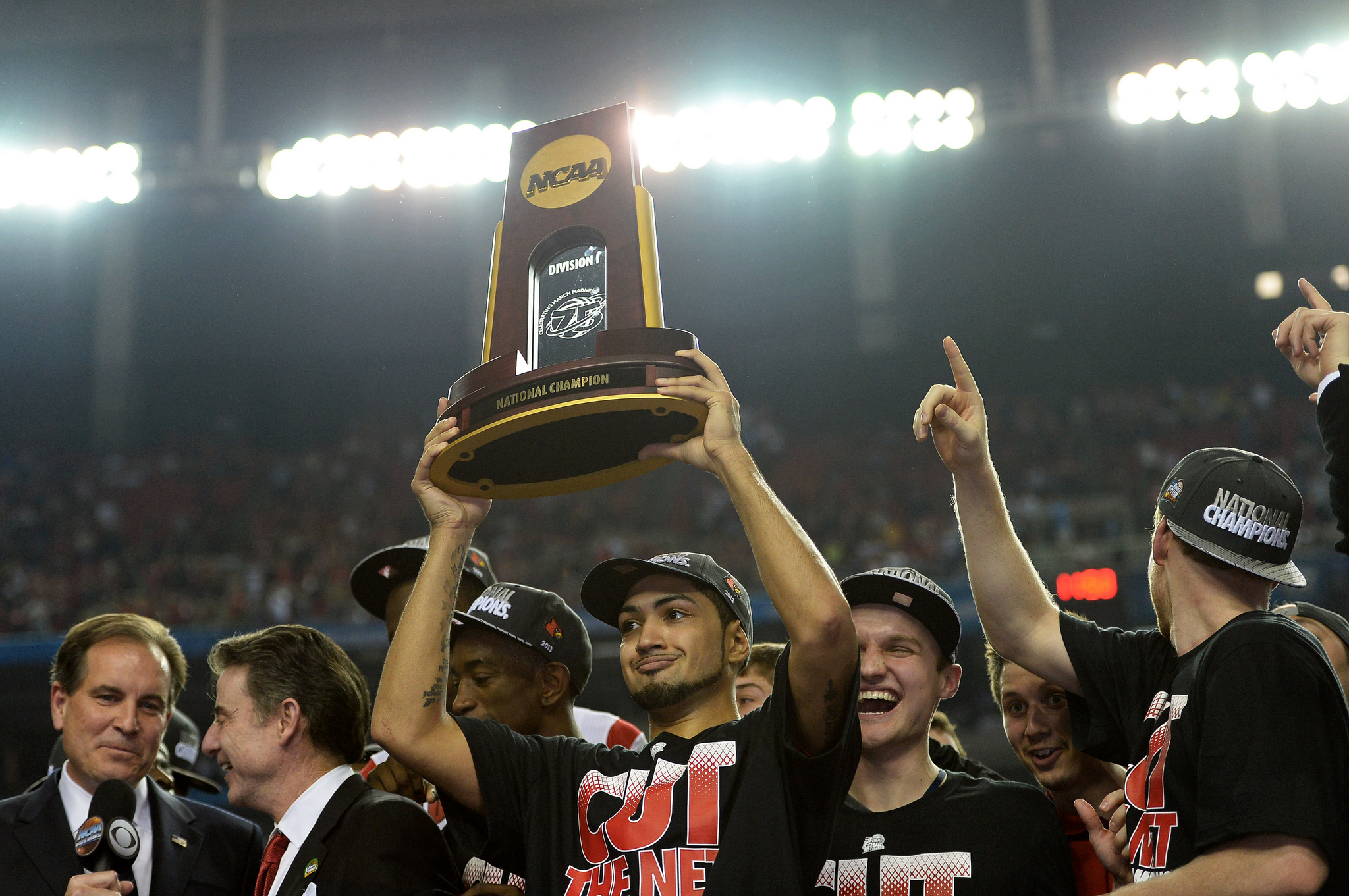
Siva hält die NCAA-Siegestrophäe 2013, zweiter von links im Interview Trainer Pitino

In den letzten beiden Spielzeiten Sivas konnten die Cardinals jedoch auch in der NCAA-Endrunde überzeugen und erreichten jeweils das prestigeträchtige Final Four. Dabei verlor man 2012 das Halbfinalspiel 61:69 gegen den topgesetzten späteren Titelgewinner Wildcats der University of Kentucky, die zuvor in den 1990er Jahren erfolgreich von Pitino trainiert worden waren und der Erzrivale der Cardinals aus dem eigenen Bundesstaat sind. Auf dem Weg zum Titelgewinn 2013 überzeugte Louisville als topgesetzte Mannschaft der Region, die ihre vier Spiele bis zum Final Four alle mit mindestens neun Punkten Unterschied gewann, darunter auch ein einseitiger 85:63-Erfolg im Elite Eight über die renommierten Blue Devils der Duke University von Nationaltrainer Mike Krzyzewski. Nach dem Halbfinalsieg über die Shockers der Wichita State University konnte Siva seine NCAA-Karriere schließlich mit dem Titelgewinn nach dem 82:76-Finalsieg über die Wolverines der University of Michigan krönen. Neben seinem Mannschaftskameraden Luke Hancock als MOP wurde auch Peyton Siva in das All-Tournament-Team der NCAA-Endrunde bestimmt. Wenige Tage zuvor hatte Siva bereits den Frances Pomeroy Naismith Award für den besten Collegespieler mit einer Körpergröße von nicht mehr als 6 Fuß erhalten.
Trotz seiner glorreichen Collegekarriere wurde Siva in der anschließenden Entry Draft der am höchsten dotierten Profiliga NBA erst spät in der zweiten Runde an Position 56 von den Pistons aus Detroit ausgewählt. Nach Jason Terry und Aaron Brooks war Siva damit innerhalb von etwas mehr als einer Dekade bereits der dritte Guard der Franklin High aus Seattle, der den Sprung in die NBA schaffte, sowie unter Einschluss von Alvin Snow der vierte, der eine professionelle Karriere in höchsten Spielklassen erreichte. An Weihnachten 2013 wurde Siva das erste Mal für knapp drei Wochen und Ende Januar das zweite Mal für knapp zwei Wochen an das Farmteam Mad Ants aus Fort Wayne in der D-League abgestellt. Für die Fort Wayne Mad Ants, die am Saisonende unter anderem mit dem deutschen Nationalspieler Tim Ohlbrecht erstmals die Meisterschaft dieser Liga gewannen, hatte Siva zehn Einsätze; in der NBA 2013/14 kam Siva als Rookie auf 24 Einsätze mit durchschnittlich weniger als zehn Minuten Einsatzzeit für die Pistons, die zum fünften Mal in Folge die Play-offs um die Meisterschaft verpassten. Nach Saisonende entließen die Pistons Siva bereits wieder aus seinem Vertrag, der anschließend einen Vertrag beim Ligakonkurrenten Orlando Magic unterschrieb. Zusammen mit unter anderem Seth Curry, der insbesondere bei den Duke Blue Devils noch sein Gegner gewesen war, wurde Siva noch kurz vor Saisonbeginn Ende Oktober wieder aus seinem Vertrag entlassen. Alle vier entlassenen Spieler wurden anschließend vom Farmteam der Magic, den BayHawks aus Erie (Pennsylvania), für die D-League verpflichtet. Zu Saisonbeginn der D-League im November erzielte Siva gleich ein Triple-Double gegen seine ehemalige Mannschaft Mad Ants, doch nachdem er schon in der Saison davor Verletzungssorgen hatte, konnte er die Saison nach einer Knöchelverletzung Ende März nicht beenden. Während Mitspieler Seth Curry, der wie Siva als Guard agiert und bereits in jener Saison noch einige Einsätze für die Phoenix Suns hatte, zur folgenden Saison die dauerhafte Rückkehr in die NBA gelang, brach Siva seine Versuche, über die D-League zurück in die NBA zu kommen, nach der NBA Summer League 2015 ab.
Bereits im August 2015 unterschrieb Siva seinen ersten professionellen Vertrag außerhalb seiner Heimat bei Juve Basket aus Caserta in Kampanien, die zuvor den Klassenerhalt in der Lega Basket Serie A nur durch den Lizenzentzug einer anderen Mannschaft erreicht hatten. Am Ende der Saison 2015/16 erreichten vier Mannschaften am Tabellenende elf Saisonsiege, wobei es für JuveCaserta im direkten Vergleich auf dem drittletzten Tabellenplatz zum Klassenerhalt reichte. Siva kam in 21 Einsätzen auf durchschnittlich 13,3 Punkte pro Spiel sowie insbesondere 6,5 Assists pro Spiel, womit er bester Vorlagengeber der höchsten italienischen Spielklasse in jener Saison war. Zur folgenden Saison wurde Siva für zwei Jahre vom deutschen Altmeister Alba Berlin verpflichtet. Mit den Berlinern erreichte Siva im europäischen Vereinswettbewerb EuroCup 2016/17 die zweite Gruppenphase, in der man dann jedoch nach nur noch einem Sieg in sechs Spielen ausschied. Siva selbst verletzte sich an den Adduktoren und wurde ab Ende Januar bis auf das verlorene Pokal-Halbfinale vor heimischem Publikum gegen Bayern München in der Hauptrunde der Basketball-Bundesliga 2016/17 nicht mehr eingesetzt. Sein Comeback feierte Siva erst nach einem Trainerwechsel in den Play-offs, wo in der ersten Runde erneut Bayern München der Gegner war.